# 伊賀線

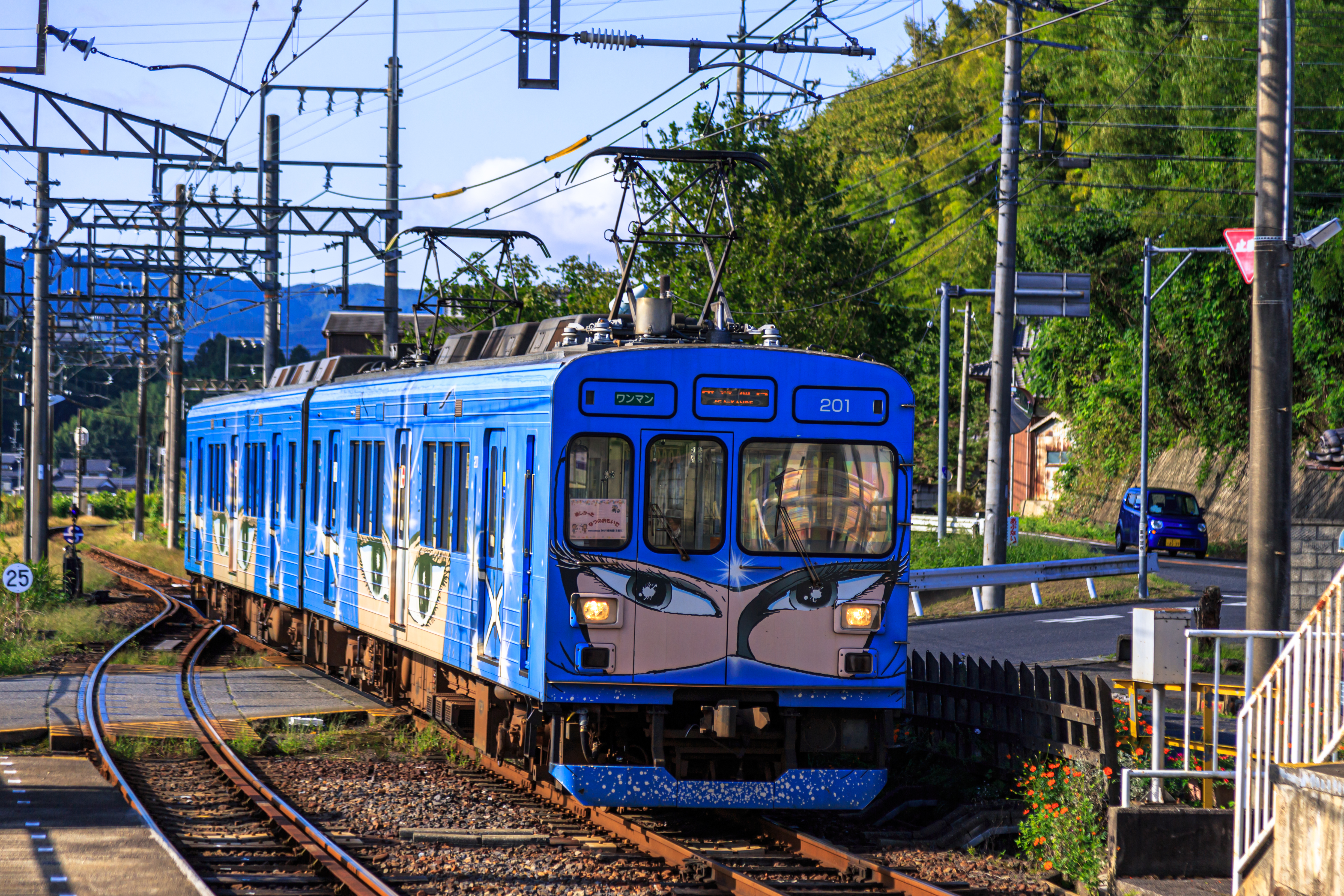
忍者塗裝的200系電聯車（2020年9月）

伊賀線（日语：／ Iga sen */?）是一條連結伊賀上野站至伊賀神戶站，屬於伊賀鐵道的鐵路線。全線位於三重縣伊賀市（舊上野市域）。愛稱為忍者線。

## 歷史
2022年7月18日，伊賀線迎來全線開通的100周年，並在當日舉行紀念列車的發車典禮。2024年3月9日，伊賀線上的所有車站皆可開始使用交通系IC卡。

## 路線資料
- 管轄（事業類別）：伊賀鐵道（第二種鐵道事業者）、伊賀市（第三種鐵道事業者）
- 路線距離（營業距離）：16.6公里
- 軌距：1067毫米
- 站數：15個（包括起終點站）
- 複線路段：沒有（全線單線）
- 電氣化路段：全線電氣化（直流1500V）
- 閉塞方式：自動閉塞式
- 最高速度：65公里/小時[2]

## 車站列表

### 營業中路段
- 所有車站都位於三重縣伊賀市。
- 只限運行普通列車，所有列車停靠所有車站。（貸切與一部分活動列車除外。活動列車基本的停靠站：伊賀上野、上野市、茅町、豬田道、伊賀神戶）
- *：有站員駐守車站
- 軌道（全線單線） … ◇：可進行列車交會，｜：不可列車交會

| 中文站名                       | 日文站名 | 英文站名 | 站間距離 | 營業距離 | 接續路線                 | 軌道 |
| ------------------------------ | -------- | -------- | -------- | -------- | ------------------------ | ---- |
| 伊賀上野*                      |          |          | -        | 0.0      | 西日本旅客鐵道：關西本線 | ｜   |
| 新居                           |          |          | 0.8      | 0.8      |                          | ｜   |
| 西大手                         |          |          | 2.5      | 3.3      |                          | ｜   |
| 上野市* （忍者市站）           |          |          | 0.6      | 3.9      |                          | ◇    |
| 廣小路                         |          |          | 0.5      | 4.4      |                          | ｜   |
| 茅町*                          |          |          | 0.6      | 5.0      |                          | ◇    |
| 桑町                           |          |          | 0.8      | 5.8      |                          | ｜   |
| 四十九 （AEON TOWN伊賀上野前） |          |          | 0.7      | 6.5      |                          | ｜   |
| 豬田道                         |          |          | 1.5      | 8.0      |                          | ◇    |
| 市部 （ゆめぽりす伊賀前）      |          |          | 1.2      | 9.2      |                          | ｜   |
| 依那古                         |          |          | 1.4      | 10.6     |                          | ｜   |
| 丸山                           |          |          | 1.3      | 11.9     |                          | ◇    |
| 上林                           |          |          | 1.1      | 13.0     |                          | ｜   |
| 比土                           |          |          | 2.6      | 15.6     |                          | ｜   |
| 伊賀神戶*                      |          |          | 1.0      | 16.6     | 近畿日本鐵道： 大阪線    | ｜   |

### 營業中路段廢除站
- 鍵屋辻站（新居站－西大手站間）…1945年休止，1969年廢除。
- 四十九站（桑町站－豬田道站間）…1945年休止，1969年廢除。2018年3月17日在舊站約300m北側開設同名新站[11]。

### 廢除路段
伊賀神戶－美旗新田－西原－藏持－八丁－西名張

## 外部連結
- 伊賀鐵道株式會社 （页面存档备份，存于）